# Сенокос (област Добрич)
Вижте пояснителната страница за други значения на Сенокос.
Сенокос е село в Североизточна България. То се намира в община Балчик, област Добрич.

## История
Старото име на село Сенокос е Чорлу гьол. То се намира точно по средата на шосето между Балчик и Добрич. Вероятно това име има връзка с блатото (гьола), което се е намирало в непосредствена близост до селото от южната му страна. Село Сенокос се намира в източната част на Дунавската равнина, в най-плодородния край на България - Добруджа.
Еднакво отдалечено от областния град Добрич и морската перла на североизточна част на нашето Черноморие - гр. Балчик.
Сенокос е основан още през времето, когато нашата страна е била под турско владичество, а по точно през 1573 г.
Първите заселници са били турски занаятчии, които са изградили чифлик, в който са работили основно български мъже и жени. Старото име на селото е било Черли Гьол. Нарекли са го така, защото цялата местност е била блатиста. Това е и причината основният поминък на населението тогава да е грънчарството. С течение на времето и годините чифликът се е разраснал и се е превърнал в едно средно голямо село.
Местността на Добруджа е равнина, а земята много плодородна и тогавашните заселници са я засели с първите декари зимни култури, и така през вековете до наши дни. Не напразно днес този край е известен като житницата на България.
На територията на с. Сенокос е изградено едно Основно училище - "Георги Раковски", в което се обучават 150 ученици. Гордостта на училището е новооткритата компютърна зала, която бе оборудвана с 10 нови компютри.
През 2020 г. в селото приключи изографисването на новопопстроения храм „Св. св. Константин и Елена“, спиран и подновяван неколкократно през изминалите 15 години.
Стенописите са завършени от художника Йордан Йорданов от Нови пазар, който работи в областта на живописта и иконописта. Преди него по изографисването на църквата работи колегата му Ясен Пенев.
Кметът припомни, че новата църква е направена на мястото на старата със същото име. Църквата е построена със средства на дарители.
Селото разполага с детска градина -  „Мир“; библиотека, в която се съхраняват над 10 000 произведения на наши и чужди писатели; църква; здравна служба с изградена жилищна част, която е предоставена за живеене на обслужващия медицински персонал; аптека; пощенски клон на БТК; зъболекарски кабинет; два кафе- бара; детски площадки; кланица - която осигурява 30% от месните продукти в този регион.
В селото са създадени три кооперации - ЗК "Вихър", ЗК "Дъга" и ЗК "Енигма", където работят 60% от населението.
Има два млекопункта, които изкупуват млякото на едрите животновъди.
Общата инфраструктура на селото е добра. Всички улици са осветени, има течаща вода, но няма изградена канализация.
Общата площ на Сенокос е 2120 дка. Общият брой къщи е 240, като шест от тях са продадени на чужденци.
Общият брой на живеещите с постоянен адрес е 670 жители.

## Население
Численост на населението според преброяванията през годините:
| \| Година на преброяване \| Численост \| \| --------------------- \| --------- \| \| 1934 \| 589 \| \| 1946 \| 651 \| \| 1956 \| 913 \| \| 1965 \| 1180 \| \| 1975 \| 984 \| \| 1985 \| 898 \| \| 1992 \| 808 \| \| 2001 \| 760 \| \| 2011 \| 640 \| \| 2021 \| 497 \| |           |
| Година на преброяване | Численост |
| 1934 | 589       |
| 1946 | 651       |
| 1956 | 913       |
| 1965 | 1180      |
| 1975 | 984       |
| 1985 | 898       |
| 1992 | 808       |
| 2001 | 760       |
| 2011 | 640       |
| 2021 | 497       |

### Етнически състав

#### Преброяване на населението през 2011 г.
Численост и дял на етническите групи според преброяването на населението през 2011 г.:
|                     | Численост | Дял (в %) |
| Общо                | 640       | 100.00    |
| Българи             | 373       | 58.28     |
| Турци               | 85        | 13.28     |
| Цигани              | 162       | 25.31     |
| Други               | 14        | 2.18      |
| Не се самоопределят | 3         | 0.46      |
| Неотговорили        | 3         | 0.46      |

## Обществени институции
В селото функционират основно училище „Георги Стойков Раковски“, библиотека, медицински и стоматологичен кабинет.
Има детска градина, площадки, хранителни и увеселителни заведения.

## Редовни събития
На 2 юни се провежда съборът на селото.